# Thomas P. Rosandich
Thomas P. Rosandich (* 7. August 1932 in Sheboygan Falls, Wisconsin) ist ein ehemaliger Specialist des United States Marine Corps, Leichtathletiktrainer, Sportfunktionär sowie der Eigentümer und Präsident der United States Sports Academy.

## Leben
Nach Abschluss der Highschool bekam Rosandich, der Sohn von Immigranten aus Kroatien, ein Leichtathletik- und Footballstipendium an der University of Wisconsin-La Crosse, die er 1954 mit einem Bachelor in Leibesübungen abschloss. Anschließend verpflichtete er sich für zwanzig Jahre im United States Marine Corps, wo er bereits 1956 der Leichtathletik- und Crosscountrytrainer des gesamten Marine Corps wurde und deren Sportler er bei den Olympischen Sommerspielen 1956 in Melbourne betreute. Aufgrund der Erfolge wurde er mit Public-Relation-Aufgaben im Rahmen des Programms U.S. Ambassadors of Sport betraut, aus denen sich die Sportprogramme des Peace Corps entwickelten. In den folgenden Jahrzehnten arbeitete er vor allem in Südostasien und war u. a. Nationaltrainer für Leichtathletik in Malaysia, Laos, Singapur, Borneo und Indonesien. Am Nationalen Sportinstitut in Indonesien erwarb er in der Zeit zudem einen Master-Abschluss in Sportverwaltung. Nachdem er als Sportdirektor an die University of Wisconsin Parkside (1967–1972) und die University of Wisconsin-Milwaukee (1972–1976) zurückgekehrt war, gründete er in der Nähe das permanente Trainingslager Olympia Sport Village (1966), das den beginnenden Dauerlaufboom der USA nutzte. Den Sportdirektoren blieb er dauerhaft verbunden als Mitglied ihrer Gremien. Aus seiner Erfahrung in Asien in der Zusammenarbeit mit Trainern vor allem aus dem ehemaligen Ostblock hatte er gesehen, dass die amerikanische Trainingswissenschaft erhebliche Rückstände hatte. Daher gründete er 1972 die United States Sports Academy und übernahm deren Leitung 1976 hauptberuflich, als er sie in den Süden nach Alabama verlagerte. Hier wurden zunächst Trainer aus- und weitergebildet. Er hatte selbst inzwischen auch berufsbegleitend an der Union Graduate School in Ohio seinen Doktorabschluss in Sportwissenschaft mit einer Arbeit über den International Physical Fitness Test, den er u. a. an allen Schülern Bahrains anwand, absolviert.
Rosandich leitete die Academy bis 2015, als er die Verantwortung an seinen Sohn übergab.

## Ehrungen
- 1983 Aufnahme in die Wall of Fame der University of Wisconsin-La Crosse[5]
- 1995 Mitglied des United States Olympic Committee
- 1997 Olympischer Orden
- 1998 Mitglied des International World Youth Games Committee
- 1998 Pestalozzi Award der European University in Montreux
- 1999 Präsident des Federation International Sports for All
- 1999 Order of Bahrain
- 2000 President’s Medal des United States Olympic Committee
- 2011 Liberty Medal des Statue of Liberty Club[6]
- 2016 Ehrendoktor der United States Sports Academy